# Episodi di F.B.I. (sesta stagione)
La sesta stagione della serie televisiva F.B.I. è andata in onda negli Stati Uniti dal 20 settembre 1970 al 21 marzo 1971 sulla ABC.
| nº | Titolo originale       | Prima TV USA      | Titolo italiano         | Prima TV Italia |
| -- | ---------------------- | ----------------- | ----------------------- | --------------- |
| 1  | The Condemned          | 20 settembre 1970 | La condanna             |                 |
| 2  | The Traitor            | 27 settembre 1970 |                         |                 |
| 3  | Escape to Terror       | 4 ottobre 1970    | Il prezzo della libertà |                 |
| 4  | The Architect          | 11 ottobre 1970   | L'architetto            |                 |
| 5  | The Savage Wilderness  | 18 ottobre 1970   | Uno strano amore        |                 |
| 6  | Time Bomb              | 25 ottobre 1970   | Bomba ad orologeria     |                 |
| 7  | The Innocents          | 1º novembre 1970  | Gli innocenti           |                 |
| 8  | The Deadly Pact        | 8 novembre 1970   | Patto mortale           |                 |
| 9  | The Impersonator       | 22 novembre 1970  | Il cobra e le colombe   |                 |
| 10 | Antennae of Death      | 29 novembre 1970  | Aghi di morte           |                 |
| 11 | The Target             | 6 dicembre 1970   | Il bersaglio            |                 |
| 12 | The Witness            | 13 dicembre 1970  | Un vicolo cieco         |                 |
| 13 | Incident in the Desert | 20 dicembre 1970  | Paura nel deserto       |                 |
| 14 | The Inheritors         | 27 dicembre 1970  | La grande illusione     |                 |
| 15 | The Unknown Victim     | 3 gennaio 1971    | Errore di sequestro     |                 |
| 16 | The Stalking Horse     | 10 gennaio 1971   | L'espediente            |                 |
| 17 | Center of Peril        | 17 gennaio 1971   | Il centro del pericolo  |                 |
| 18 | The Eye of the Needle  | 24 gennaio 1971   | Caccia all'uomo         |                 |
| 19 | The Fatal Connection   | 31 gennaio 1971   | Un'amicizia pericolosa  |                 |
| 20 | The Replacement        | 7 febbraio 1971   | La rete                 |                 |
| 21 | Death Watch            | 14 febbraio 1971  | Sfida mortale           |                 |
| 22 | Downfall               | 21 febbraio 1971  | Fuga dalla menzogna     |                 |
| 23 | The Hitchhiker         | 28 febbraio 1971  | Un giorno da leoni      |                 |
| 24 | Turnabout              | 7 marzo 1971      | L'occasione perduta     |                 |
| 25 | The Natural            | 14 marzo 1971     | Una persona semplice    |                 |
| 26 | Three-Way Split        | 21 marzo 1971     | Spartizione a tre       |                 |

## La condanna
- Titolo originale: The Condemned
- Diretto da: Virgil Vogel
- Scritto da: Robert Heverley

### Trama
- Guest star: Matthew Knox (supervisore bureau), Will J. White (agente di polizia), Joan Van Ark (Cindy Scott), Cliff McDonald (supervisore bureau), Joseph V. Perry (Ed Ramser), James Sikking (Dan Marly), Robert Gibbons (esercente dell'hotel), Tim McIntire (Shep Buford), Joe Mantell (Everett Albers), Royal Dano (Jess Buford), John Hudson (R.L. Rush), Jim McKrell (Edward Carter), Joel Lawrence (supervisore bureau), Martin Sheen (Perry Victor)

## The Traitor
- Diretto da: William Hale
- Scritto da: Gerald Sanford

### Trama
- Guest star: George R. Robertson (O'Rourke), Michael Sevareid (Bill Evans), Michael Chase (Rick), Ron Brown (Jim Baker), David Hurst (Alex Keeler), Wayne Rogers (Bryan Carlson), William Sargent (Ken Whitlock), Forrest Compton (S.A.C. Anthony Harper), John Mayo (esaminatore F.B.I.), Bradford Dillman (Neil Stryker), Eric Christmas (Tanker), James Lydon (Mr. Church), Ed Gilbert (Stan Mills), William Wintersole (Herb Kohler), Richmond Shepard (Donald Willis), Antoinette Bower (Elaine Stryker)

## Il prezzo della libertà
- Titolo originale: Escape to Terror
- Diretto da: William Hale
- Scritto da: Don Brinkley

### Trama
George Breen, un uomo che lavora per Cosa Nostra, è sotto processo. L'individuo che lo ha reclutato nell'organizzazione criminale crede che durante il processo cederà e fa in modo che salti la cauzione e lasci il paese. Erskine e Colby guidano le ricerche dell'FBI; la testimonianza dell'uomo viene definita necessaria per incriminare i membri di Cosa Nostra. Intanto, la commissione di Cosa Nostra vuole l'uomo morto e ne ha ordinato l'uccisione. A complicare la situazione, il fatto che il fuggitivo sia accompagnato dalla moglie, incinta di sette mesi, le cui condizioni di salute minacciano la sua vita e quella del bambino non ancora nato.
- Guest star: James Olson (George Breen), Bob Duggan (giornalista), Marge Redmond (Doris Eubanks), Linda Marsh (Peggy Breen), Ken Lynch (Michael Frost), Mary Jackson (infermiera), Paul Bryar (Jack Diamond), Alex Gerry (Willis Gaynor), Mark Allen (Dock Worker), Harlan Warde (dottore), Charles Dierkop (Nick Irish), Ion Berger (Oberly), Weston Gavin (Charlie), Carlos Rivas (S.R.A. Joe Rodriguez), Nancy Jeris (giornalista), Betty Anne Rees (impiegato), Marlowe Jensen (S.R.A. Blackwell), Harry Guardino (Al Eubanks)

## L'architetto
- Titolo originale: The Architect
- Diretto da: Virgil Vogel
- Scritto da: Robert Heverley

### Trama
Erskine e Colby guidano la caccia all'uomo per la cattura di Arthur McBride, un detenuto evaso assieme a due complici. McBride è un genio e uno psicopatico spietato e borderline, più che mai disposto a uccidere per realizzare i suoi piani. Gli uomini dell'FBI seguiranno un percorso dal Kansas a Chicago a Miami. La domanda è se Erskine può mettere all'angolo la sua preda prima del suo prossimo grande colpo: rapinare un'auto blindata in arrivo da un ippodromo .
- Guest star: Larry Wynn (Ronnie), Donna Ramsey (Sporting Goods Clerk), Billy Dee Williams (James Borden), Monte Markham (Arthur McBride), Robert Patten (F.B.I. Supervisor Al McClure), Fred Holliday (Mark Kress), Jim Raymond (agente speciale Kirby Greene), Ron Doyle (Owen Clark), Garrison True (Portland Special Agent), Dabbs Greer (Howard Deal), Ford Rainey (John Prysock), Phyllis Hill (Joan Merriman), Janee Michelle (Mary Borden), Ted Gehring (Atley Spancer), Stanley Clements (Forrest Clegg), Sandy De Bruin (Myrna Eddy), Arthur Franz (Stacy Merriman)

## Uno strano amore
- Titolo originale: The Savage Wilderness
- Diretto da: Virgil Vogel
- Scritto da: Robert Malcolm Young

### Trama
Il mentalmente instabile Walker Oborn rapisce una ragazza, Emily Willis. Il vicedirettore dell'FBI Arthur Ward dice a Erskine che il direttore si è particolarmente interessato al caso e vuole che venga risolto il prima possibile. Erskine e Colby guidano le ricerche dell'FBI nel nord-ovest per riportare a casa e in sicurezza Emily.
- Guest star: Craig Kelly (Hank), William Patterson (dottor Sharpe), Don Stroud (Walker Oborn), Fred MacMillan (Virgil Rilling), Ellen Corby (Mrs. Anderson), Len Wayland (R.A. Cameron), David Macklin (John Evanhauer), Marjorie Eaton (Mrs. Elbert), John Oldham (Vincent Judson), Darleen Carr (Emily Willis)

## Bomba ad orologeria
- Titolo originale: Time Bomb
- Diretto da: Virgil Vogel
- Scritto da: Robert Malcolm Young

### Trama
Un gruppo di giovani estremisti vuole dare il via alla "Rivoluzione". Fanno saltare in aria un ufficio governativo. ma una telefonata anonima avverte la polizia. Il loro leader crede che qualcuno collegato al gruppo abbia effettuato la chiamata. Visto che l'attentato è stato effettuato a un edificio di proprietà governativa, l'F.B.I. è chiamato a indagare.
- Guest star: Ed Prentiss (giudice), Bard Stevens (guardia), Tom Falk (Gilbert Manning), Yvonne White (Miss Chatfield), Dean Harens (S.A.C. Bryan Durant), Geoffrey Deuel (Eric Stone), Mark Jenkins (Alan Hiller), Diana Ewing (Karen Wandermere), Wayne Maunder (Knox Hiller), John Kroger (agente), John Perak (Tony), Phil Garris (avvocato), Josephine Hutchinson (Anna Wandermere)

## Gli innocenti
- Titolo originale: The Innocents
- Diretto da: Gene Nelson
- Scritto da: David Rintels

### Trama
- Guest star: Maidie Norman (Audrie), Ed Hall (Pharmacist), Lee Bergere (James Bowden), Brian Dewey (Timmy Bowden), Robert Knapp (agente speciale), Ed Deemer (agente speciale), John Graham (dottor Zachary), Buck Young (S.A.C. Howard Schaal), Danny Sue Nolan (Jeanie), James Nolan (barista), Larry Blyden (Frank Colling), Lois Nettleton (Elizabeth Colling), Joan Hotchkis (dottor Anne Bowden), Joey Sinda (Hoodlum), Geoffrey Gage (Hoodlum), Patti Cohoon (Child Janet), Bob LeMond (TV annunciatore), Ted Foulkes (Chuck), Robert Ritchie (Resident Doctor), Russell Thorson (Derelict)

## Patto mortale
- Titolo originale: The Deadly Pact
- Diretto da: Virgil Vogel
- Scritto da: Robert Heverley

### Trama
A Los Angeles, Cosa Nostra ha organizzato uno sforzo per infiltrarsi nelle aziende di proprietà di afroamericani benestanti. Erskine e Colby guidano le indagini dell'FBI. Un uomo d'affari è già stato picchiato e minacciati da scagnozzi dell'organizzazione criminale quando gli uomini dell'FBI iniziano a occuparsi del caso.
- Guest star: Albert Popwell (Henry Jackson), David Moses (Rich Phillips), Gloria Calomee (Cissie Maynard), Booker Bradshaw (agente speciale Harry Dane), Frank Baxter (agente), Frank Jamus (Surveillance Agent), Scott Graham (Felix Darrin), Dean Harens (S.A.C. Bryan Durant), Hari Rhodes (Ginger Dodds), James McEachin (Lester Cotts), Ivan Dixon (Terry Maynard), Robert Loggia (Alex Poland), Arlyce Baker (Older Maynard Girl), Edward Crawford (Toby Phillips), Wadsworth Taylor (Government Official), Jeff Burton (agente)

## Il cobra e le colombe
- Titolo originale: The Impersonator
- Diretto da: William Hale
- Scritto da: Don Brinkley

### Trama
Erskine e Colby sono sulle tracce di Wesley Ziegler, un artista della truffa che prende di mira donne sole e ricche. L'FBI è entrato nel caso perché l'ultima tecnica dell'uomo prevedeva di impersonare un ufficiale della Marina degli Stati Uniti. L'uomo è anche sospettato di aver ucciso una delle sue vittime. Di conseguenza, gli uomini dell'FBI hanno un incentivo in più per arrestarlo il più rapidamente possibile.
- Guest star: Matt Pelton (cameriere), Richard Merrifield (S.R.A. Jaco), Marj Dusay (Harriet Ziegler), Stuart Whitman (Wesley Ziegler), Phyllis Kirk (Nora Tobin), Kent Smith (Commodore Coldwell), James Luisi (Sam Kehoe), Charles Macaulay (Jeweller), Peter Church (barista), Martin Braddock (Fred), Ben Young (Atkins), Mariette Hartley (Jessica Bowling)

## Aghi di morte
- Titolo originale: Antennae of Death
- Diretto da: Virgil Vogel
- Scritto da: Robert Heverley

### Trama
Erskine e Colby cercano di arrestare Arthur Majors, un fuggitivo che ora fa parte di un traffico di droga con sede a Los Angeles. Majors e altri tre hanno sparato e ferito gravemente due agenti della pattuglia di frontiera degli Stati Uniti in Arizona durante il trasporto di droga. Ora, Majors è entrato in affari per se stesso. L'FBI è in competizione con i sicari della Mafia per arrivare prima a Majors. La vita di una giovane donna, affascinata da Majors, è ora a rischio mentre i sicari si avvicinano all'uomo.
- Guest star: John Yates (S.A.C. Dan Riss), Ray Kellogg (Border Patrol Inspector), Bettye Ackerman (Mary Binyon), William Shatner (Arthur Majors), Robert Doyle (Carl Ahern), Dean Harens (S.A.C. Bryan Durant), Lawrence Montaigne (Gary Grove), Hal Riddle (S.A.C. Crail), Felice Orlandi (Oren Willard), Richard Schaal (Ray Calvin), Mary Gregory (Mrs. Loper), Jack Bender (Robert Loper), Tony Brande (Keith Allison), Victor Campos (Pauil Willard), Rhill Rhaden (Kirby Jarret), Robert Palmer (Craig Waters), Charles Bastin (Silvestre), Astrid Warner (Shelly Binyon)

## Il bersaglio
- Titolo originale: The Target
- Diretto da: William Hale
- Scritto da: Gerald Sanford

### Trama
- Guest star: William Meigs (agente speciale), Phyllis Davis (Betty), Eric Braeden (Nicholas Blok), Robert Buckingham (agente speciale), David Frankham (Victor Dorman), John Kerr (Victor MacGregor), Bill Zuckert (guardia), John Mayo (Crawford), Dinah Ann Rogers (Katrina Denham), Jerry Douglas (S.A.C. Jim Russell), Ken Mayer (Ben), Pepe Callahan (Pito), Anne Loos (Mrs. Eldridge), San Christopher (Mrs. Walden), Katharina Berger (Erica Zolda), Karin Dor (Maria Chernov)

## Un vicolo cieco
- Titolo originale: The Witness
- Diretto da: William Hale
- Scritto da: Mark Rodgers

### Trama
Un sicario della mafia utilizza le informazioni avute su un incidente mordi e fuggi causato da due giovani, per tentare di rilevare un'attività legittima.
- Guest star: Larry Ward (comandante Frank Wilson), Edward Colmans (High Commissioner), Flora Plumb (Yvonne Demarest), Murray Hamilton (Douglas McElroy), June Dayton (Margaret McElroy), Hank Brandt (S.A.C. William Converse), Barbara Baldavin (infermiera Shannon), Logan Field (tenente Cmdr. Chamblis), Roger Perry (Jerry Leigh), John Vivyan (George Petrarkis), Robert Phillips (Jack), Lisa James (Lynne), Steven Marlo (Vance), Don Grady (John McElroy)

## Paura nel deserto
- Titolo originale: Incident in the Desert
- Diretto da: Bernard McEveety
- Scritto da: Mark Weingart

### Trama
Dopo avere compiuto una rapina durante un ricevimento nuziale, quattro criminali si danno alla fuga. Erskine e Colby vengono incaricati dell'indagine, ma le cose si complicano quando i quattro prendono in ostaggio proprietario e clienti di un piccolo albergo nel deserto.
- Guest star: Paul Todd (agente speciale Carter), Jack Garner (vice), Ross Hagen (Harold D. Boggs), Maurice Meyer (F.B.I. Artist), Charles Knox Robinson (Frank V. Taylor), Herb Armstrong (Mr. Miller), David Brandon (S.A.C. Lawrence Douglas), Dallas Mitchell (S.A.C. Taft), Craig Guenther (F.B.I. Agent), Steve Ihnat (John Elgin), Dabney Coleman (Ty Williams), Paul Fix (Matt), Richard Evans (Collier M. Sampson), Clint Howard (Josh Cobb), Paul Carr (Jerry Tolan), Shirley O'Hara (Mrs. Miller), Neil Russell (Henry Cobb), Regis Cordic (Mr. Austin), Ed Bakey (Scully), Corinne Camacho (Andrea Phillips)

## La grande illusione
- Titolo originale: The Inheritors
- Diretto da: Jesse Hibbs
- Scritto da: Alvin Sapinsley

### Trama
L'FBI è sulle tracce di un uomo che elabora delle truffe molto elaborate.
- Guest star: Frank Albertson (Padre), Vera Stough (Laura Franciscus), Ray Danton (Glen Frye), Gene Raymond (Harlan Franciscus), Lew Brown (S.A.C. Allen Bennett), Phil Dean (S.A.C. Kirby Greene), Paul Sorenson (Billy Hanson), Larry Linville (George Franciscus), William Traylor (Lester Hunter), Mary Munday (Blance Frye), John S. Ragin (Harvey Davis), Don Spruance (Guerneville Agent), James Chandler (uomo d'affari), Ivan Bonar (Ames), William Tregoe (Conrad Russell), Ric Mancini (Warehouse Manager), Suzanne Pleshette (Temple Alexander)

## Errore di sequestro
- Titolo originale: The Unknown Victim
- Diretto da: William Hale
- Scritto da: Mark Weingart

### Trama
Dei rapitori rapiscono una giovane ragazza, credendo che sia la figlia di un milionario. In realtà, è la figlia di una coppia della classe media che aveva guidato l'auto della vittima designata, sua compagna di classe. Erskine e Colby guidano le indagini dell'FBI sul caso. Ma i genitori della vittima non hanno i mezzi per pagare il riscatto e il ricco padre della vittima inizialmente designata non vuole fornire il riscatto perché violerebbe i principi con cui ha convissuto per tutta la sua vita.
- Guest star: Tom Skerritt (Thorn Hazard), Mel Novak (poliziotto), Lynne Marta (Sheila Waters), Fabian (Bryan Hazard), John Lasell (Owen Singer), Anthony Eisley (S.A.C. Chet Randolph), Susannah Darrow (Laura Singer), Norma Connolly (Mrs. Oliver), Sherry Boucher (Karen Oliver), Carolyne Barry (Fern), Eloise Hardt (Edith Singer), Woodrow Parfrey (Harry Oliver)

## L'espediente
- Titolo originale: The Stalking Horse
- Diretto da: Nicholas Webster
- Scritto da: Jack Turley

### Trama
- Guest star: Tom Stewart (agente Carpenter), Dan Barton (agente Dawson), Steve Forrest (Lee Barrington), James Driskill (Pete), Dallas Mitchell (S.A.C. Vernon Taft), Harold Gould (Vincent Millard), Lawrence Pressman (Dennis Carey), Lyn Edgington (Carol Barrington), Reuben Singer (Yanos Lobler), Duncan McLeod (Colson), Karl Lukas (Jenkins), Jerry Taft (dirigente), Diana Hyland (Joanne Kinston a.k.a. Marie Roska)

## Il centro del pericolo
- Titolo originale: Center of Peril
- Diretto da: Carl Barth
- Scritto da: Robert Malcolm Young

### Trama
- Guest star: Maree Cheatham (Miss Evans), Wayne McLaren (Jay Yarborough), Gary Collins (Mark Gaynor), Vic Morrow (Porter Bent), Robert Knapp (S.A.C. Noel McDonald), Robert Cornthwaite (Creighton Atwood), Maurice Marsac (Perriere), Lewis Charles (Mr. Alister), Susan Howard (Yvonne Shelby)

## Caccia all'uomo
- Titolo originale: The Eye of the Needle
- Diretto da: Virgil Vogel
- Scritto da: Robert Heverley

### Trama
- Guest star: Leo G. Morrell (Supervisor Al McClure), William Toomey (F.B.I. Agent), Michael Baseleon (Paul Menard), Richard Kiley (dottor Herbert Barth), Robert Yuro (Gene Fordyce), Coleen Gray (Mrs. Barth), George D. Wallace (George Ayres), Richard Roat (S.A.C. Ed Windsor), Byron Keith (S.A.C. Lee Brownell), Lynette Mettey (Marian), Vince Howard (Carter Graham), Tari de Meyer (Girl Patient), Jerry Ayres (Jimmy Vaughn)

## Un'amicizia pericolosa
- Titolo originale: The Fatal Connection
- Diretto da: Nicholas Webster
- Scritto da: Ed Waters

### Trama
- Guest star: Bert Kramer (agente), Jerry Fitzpatrick (poliziotto), Andrew Duggan (Frank Conner), Al Travis (agente di polizia), Barbara Billingsley (Joan Connor), Charles Bateman (R.A. Hagedorn), Scott Marlowe (Ray "Duke" Bergan), Dana Elcar (Ed Garth), Gary Crosby (Al Rendich), John Findlater (Nick Conner), Barbara Davis (Betty Chilson), Jim McKrell (R.A. Robertson), Joseph Mell (Optometrist), Sorrell Booke (Chip Tyler)

## La rete
- Titolo originale: The Replacement
- Diretto da: Philip Abbott
- Scritto da: Gerald Sanford

### Trama
Erskine va sotto copertura per infiltrarsi in una rete di spie del blocco orientale che opera negli Stati Uniti. L'ispettore deve assumere l'incarico nonostante non conosca ogni dettaglio dell'uomo di cui ha assunto l'identità. L'uomo dell'FBI sarà anche costretto a improvvisare dopo che un problema ha causato la liquidazione del funzionario del blocco orientale responsabile della rete di spie.
- Guest star: Dennis Robertson (agente speciale Moore), John Kroger (agente speciale Monroe), Peter Brandon (Karl Elman), Phyllis Thaxter (Valerie Hendricks), Anthony Eisley (S.A.C. Chet Randolph), Phil Dean (S.A.C. Kirby Greene), John Mayo (Jim Woods), Dick Davalos (Mason Rhodes), Elizabeth Berger (Jo Anne), John Trayne (Eric Cross), George Skaff (dottor Davis), Paul Hahn (Customs Inspector), John Damler (Customs Supervisor), Charles Korvin (Paul Stoner)

## Sfida mortale
- Titolo originale: Death Watch
- Diretto da: Robert Douglas
- Scritto da: Robert Heverley

### Trama
- Guest star: Brett Hadley (Navy Doctor), Bill Vint (Militant), Chuck Taylor (Jim Michaels), Douglas Bank (Ed Rivers), Glenn Corbett (Stan Mabry), Len Wayland (S.A.C. James Day), Craig Guenther (agente speciale), Robert Patten (agente speciale), Herb Armstrong (F.B.I. Lab Examiner), Diane Keaton (Diane Britt), Richard Jaeckel (sergente Sam Ryker), Steve Sandor (Militant), Solomon Sturges (Timothy Gage), Frank Hotchkiss (Arthur Blaisdell), Angel Tompkins (Roberta "Bobby" Hallicent)

## Fuga dalla menzogna
- Titolo originale: Downfall
- Diretto da: Virgil Vogel
- Scritto da: Robert Heverley e Shirl Hendryx

### Trama
- Guest star: Arnold Lessing (S.A.C. Ernie Barlow), James Seay (Charles Washburn), Anne Archer (Lynne Ashton), Carl Betz (Martin Ashton), Patricia Donahue (Arlene Cutler), Morgan Jones (S.A.C. Frank Benton), Cathleen Cordell (Mrs. Washburn), Richard Young (Mason Carter), Corinne Conley (Dody Cross), Fletcher Allen (Lab Examiner), Michael Burns (Mike Keller/Holt Campbell)

## Un giorno da leoni
- Titolo originale: The Hitchhiker
- Diretto da: Virgil Vogel
- Scritto da: Mark Rodgers

### Trama
- Guest star: Bob Golden (State poliziotto), Philip Christopher (addetto al distributore di benzina), Donna Mills (Mary Anne Collins), Michael Douglas (Jerome "Jerry" Williams), Skip Ward (Lethan Miles), Forrest Compton (S.A.C. Edgar Brocton), John Ward (agente Clinton Hyner), Richard Kelton (Chuck Davis), Burke Byrnes (Joe Williams), Barry Cahill (Harold Potter), Robert Brubaker (Fred Collins), John Kroger (agente Ray Camden), Jenny Hecht (ragazza), Wadsworth Taylor (chirurgo), Bob Duggan (ufficiale), Peggy McCay (Margaret Collins)

## L'occasione perduta
- Titolo originale: Turnabout
- Diretto da: Robert Douglas
- Scritto da: Don Brinkley

### Trama
- Guest star: Tom Stewart (agente O´Neill), Joe E. Tata (Barney Leeds), Warren Oates (Richie Billings), Ray Kellogg (Armored Car Driver), Barry Russo (Joe Salka), David Brandon (S.A.C. Douglas Parker), Ahna Capri (Sarah Holmquist), Berry Kroeger (Alvin Holmquist), John Considine (S.A.C. Hal Woodruff), Arch Johnson (Leo Conway), James Gammon (Ben McCann), Robert P. Lieb (Coffee Shop Manager), Joyce Van Patten (Alice Kranz)

## Una persona semplice
- Titolo originale: The Natural
- Diretto da: Virgil Vogel
- Soggetto di: Norman Jolley

### Trama
- Guest star: John Sylvester-White (Vince Stanton), Meg Wyllie (Mrs. Blaik), Anthony Costello (Billy Blaik), Rickie Sorensen (College Boy), Danny Sue Nolan (Marty), Charles Bateman (Peter Griffith), Peter Mark Richman (Rudy Walden), Victor Holchak (Chet Hanzer), Walter Burke (Charlie Gallo), Morgan Paull (Nat Wenning), Vic Tayback (Ed Larch), Jesse Vint (Johnny Nesbitt), Susan O'Connell (Keenie Blaik)

## Spartizione a tre
- Titolo originale: Three-Way Split
- Diretto da: Philip Abbott
- Scritto da: Gerald Sanford

### Trama
- Guest star: Peter Haskell (Eliot Fielding), Keith Walker (lettore notiziario), Edward Andrews (Frank Merrick), Albert Salmi (Roy Mills a.k.a. John Michaels), James Sikking (Harte), Buck Young (Davis), Richard O'Brien (George R. Whelan), Paul Camen (Fred Elgin), Mary Charlotte Wilcox (Allison Stuart), Jennifer Billingsley (Wanda Moore), Ted Hartley (Larry Cole), Gilbert Green (Mr. Nelson), Don Keefer (Claude Norris), Joel Lawrence (Hill), Noel Shire (usciere), Lex Barker (Owen Stuart)